# 竹内弘一のなにがナンでも!
竹内弘一のなにがナンでも!（たけうちこういちのなにがナンでも!）は朝日放送ラジオ（ABCラジオ）で2024年4月7日から放送されているラジオのトーク番組。

## 概要
朝日放送ラジオでは、日曜日の9時台に『日曜落語 〜なみはや亭〜』を放送していたが、2024年4月改編をもって、新しいラジオのトーク番組を編成したもの。
この番組では、KBS京都出身のフリーアナウンサーで、当時の朝日放送で、大学時代に4年間にわたってバイトをしていた竹内弘一と落語家の桂南光が「地元の噂話から世界情勢」に至るまで、「なにがナンでも」の精神で培ってきた笑いとうんちくをリスナーに届けるものである。
2025年4月5日からは、放送時間を毎週土曜日の12:00 - 13:40に移動したうえで、番組内容も土曜日のお昼の生ワイド番組として刷新される。

## 放送時間
- 毎週日曜日 9:00-10:00（2024年4月7日-2025年3月30日）
- 毎週土曜日 12:00-13:40（2025年4月5日-）

全国高校野球選手権大会中継の開催期間は以下のように対応する。
- 当番組放送当日が「朝夕2部制」が適用されている日程の場合、午前の試合が終了後、午後の試合が始まるまでのインターバルを使って生放送を行う。2025年8月9日は13:00まで午前の中継が行われたため、13:00-15:00（13:40-13:55に『中野浩一のフリートーク』を内包）の枠で当番組を放送した。
- 「朝夕2部制」がなく昼間も試合が続行される場合は当番組は休止となる。

## パーソナリティ
- 竹内弘一
- 桂南光
- 桂米紫（月1回パートナー）